# عاطف مجدلاني
عاطف مرشد صليبا مجدلاني، طبيب أخصائي في أمراض الجهاز العصبي وسياسي ونائب لبناني، من مواليد بيروت في العام 1948. متزوج بالسيدة غلاديس أمين عور.

## دراسته وعمله
تلقى علومه الابتدائية والثانوية في مدرسة الليسيه الفرنسية في بيروت، ثم درس الطب في روسيا وتخرج منها طبيباً، ومنها انتقل إلى باريس حيث عمل أستاذاً في مستشفياتها، ثم عاد إلى بيروت وعمل طبيباً أخصائياً في أمراض الجهاز العصبي، في مستشفى القديس جاورجيوس في بيروت.

## في السياسة
انتخب نائباً عن بيروت في العام 2000، وأعيد انتخابه في دورة العام 2005 و دورة العام 2009، وتولى رئاسة لجنة الصحة والعمل والشؤون الاجتماعية، وهو عضو في لجنة الاقتصاد الوطني والتجارة والصناعة والنفط، وفي لجنة حقوق الإنسان ولجنة الإعلام والاتصالات، كما ترأس لجنة الصحة العامة النيابية.

## إصداراته
- ألّف كتاباً عن آلام الظهر، صدر عن مؤسسة Nathan في باريس
- كتب عدة مقالات علمية وطبية

## وصلات خارجية
- سيرة عاطف مجدلاني في موقع المجلس النيابي اللبناني
- سيرة عاطف مجدلاني في موقع 14 آذار